# 全力TV
『全力TV』（ぜんりょくティーヴィー）は、2019年3月2日からAbemaTVで配信されるバラエティ番組である。サントリーの炭酸飲料「デカビタC」1社提供番組であり、「デカビタC ダブルスーパーチャージ」テレビCMとの連動コンテンツとして制作される。

## 内容
ブラックマヨネーズの2人が「デカビタC ダブルスーパーチャージ」のキャラクター姿でMCを務める学生応援番組。青春とは全力であることと位置付け、投稿動画などをもとに応援トークをする。構成には放送作家・高須光聖が関わる。メインコーナーは初めての告白を全力サポーターが応援する『全力！愛の告白』。このほか『全力！モノマネ甲子園』、『全力！寒中ダンス』、『全力！オリジナルソング』など。
ツイッターにおいて「#全力TV」で全力が伝わる動画投稿を募集。募集していないコーナーテーマであっても「全力ならばなんでもOK」としている。

## 出演者

### スタジオMC
- ブラックマヨネーズ（小杉竜一、吉田敬）

おもな全力サポーター
- ライス[6]
- しずる
- 久間田琳加
- 8467(やしろなな)

## スタッフ
- ナレーション：持月玲依
- 構成：高須光聖、寺田智和、野口翔五
- 編集：森嶋亮
- MA：吉田章太
- 音効：小田切暁
- 協力：港家（技術）、ジーケンアート（美術）、AZABU PLAZA
- プロジェクトマネージャー：小谷隆詞、佐藤翔
- AbemaTV制作：浜崎元希
- ディレクター：田島優、新井孝輔、馬庭広明
- プロデューサー：小室良太
- ゼネラルプロデューサー：宮本博行
- 総合演出：塩谷泰孝
- 制作協力：シオプロ
- 提供：デカビタC